# Artemita bequaerti
Artemita bequaerti är en tvåvingeart som först beskrevs av Charles Howard Curran 1925.  Artemita bequaerti ingår i släktet Artemita och familjen vapenflugor. Inga underarter finns listade i Catalogue of Life.